# Honiton (East Devon)
Honiton is een civil parish in het bestuurlijke gebied East Devon, in het oosten van het Engelse graafschap Devon. De plaats telt 11.156 inwoners. Honiton bevindt zich zowel aan de weg (A30) als aan de spoorweg (West of England Main Line) van Londen naar Exeter, waarvoor het een forensenplaats is.

## Geschiedenis
Honiton groeide langs de Fosse Way, een oude Romeinse weg van Exeter (Isca Dumnoniorum) naar Lincoln (Lindum), waaraan het een belangrijke stopplaats was. De locatie werd genoemd in het Domesday Book als Honetone, dat boerderij behorend tot Huna betekent. Honiton werd vooral bekend als historische marktplaats waar vooral kant werd verhandeld. De trouwjurk van koningin Victoria was gemaakt van Honitons kant. Het dorp werd ook bekend vanwege het pottenbakken. In het midden van de 18e eeuw brandde het dorp grotendeels af. Georgiaanse huizen werden vervolgens gebouwd die sommige van de verloren gegane huizen vervingen. Het inwonertal van Honiton verdubbelde tussen de jaren 60 en 2005, waarbij de meeste ontwikkelingen plaatsvonden ten zuiden van de spoorlijn Exeter-Waterloo.

## Bekende inwoners
- Ozias Humphry (1742–1810), schilder van miniatuurportretten
- Joanne Pavey (1973), atlete
- William Salter (1804–1875), portretschilder